# Criminologia queer
A criminologia queer é um ramo da criminologia crítica que se dedica a analisar como as normas da heteronormatividade e cisnormativas moldam as leis penais e influenciam comportamentos criminosos. Este campo de estudo examina ainda o tratamento das pessoas LGBTQIAPN+ dentro do sistema de justiça, questionando como preconceitos e estigmas afetam tanto a aplicação das leis quanto a experiência dessas comunidades com o sistema penal.
A criminologia queer se propõe a desconstruir as narrativas tradicionais que frequentemente marginalizam identidades não heteronormativas e dissidentes de gênero, desafiando as premissas que fundamentam a criminologia convencional. Ao integrar as interseccionalidades de gênero, sexualidade, raça e classe , essa abordagem oferece uma compreensão mais abrangente e inclusiva da criminalidade e da justiça.
Essa perspectiva dialoga diretamente com a teoria queer, funcionando como um ponto de confluência entre os campos teóricos da criminologia e as pautas LGBTQIAPN+. A teoria queer, por sua vez, também critica as normas rígidas de gênero e sexualidade, buscando desconstruir categorias tradicionais. Essa conexão possibilita uma análise das identidades e experiências que estão à margem das normas estabelecidas, facilitando a compreensão das dinâmicas sociais que influenciam a criminalização e a aplicação da justiça. A criminalização reflete padrões sociais que excluem grupos marginalizados, reforçando hierarquias e desigualdades estruturais.

## História
Até a década de 1970, a criminologia abordava a orientação sexual e a identidade de gênero através da noção de delinquência elementar, que se referia a comportamentos considerados desvios sociais básicos, frequentemente associados a infrações comuns. Nesse contexto, a homossexualidade era vista como um desvio tanto de orientação sexual quanto de identidade de gênero, sendo analisada sem a devida consideração dos fatores sociais que afetavam essas pessoas. Com a mudança das percepções sociais a partir da década de 1970, especialmente após a retirada da homossexualidade da lista de transtornos mentais pela Associação Americana de Psiquiatria em 1973, a criminologia começou a enfrentar críticas em relação à sua abordagem limitada.
Um aspecto importante dessa transformação foi a mudança estrutural no entendimento da criminologia. A partir desse período, criminólogos começaram a desestabilizar a noção de identidade criminosa, passando a investigar os processos de criminalização e a problematizar o contexto social e econômico que define o crime. Howard Becker, em Outsiders , observa que a definição de crime não é fixa, mas sim uma construção social. O que é considerado crime e quem é rotulado como criminoso varia de acordo com as normas e reações da sociedade em um determinado contexto histórico e cultural.
No entanto, mesmo com essas mudanças, a invisibilidade das experiências LGBTQIAPN+  se intensificou, à medida que a pesquisa criminológica se afastava da análise das interseccionalidades e dos fatores que impactam essas comunidades.Essa omissão contribuiu para a manutenção de estigmas sociais e para a ausência de políticas públicas eficazes voltadas à comunidade LGBTQIAPN+. Segundo Judith Butler, a falta de reconhecimento das realidades enfrentadas por esses indivíduos reflete uma exclusão sistemática que reforça vulnerabilidades e desigualdades estruturais.
Neste cenário, é importante destacar o papel do sistema jurídico na intensificação das dinâmicas de exclusão. Segundo Michel Foucault, o direito, por meio de leis e discursos, naturalizou categorias como sexo, gênero e sexualidade, contribuindo para a manutenção da heteronormatividade e dos binarismos de gênero. Essa normatização reforçou a marginalização de identidades dissidentes e perpetuou a violência homotransfóbica, influenciando também a criminologia convencional.

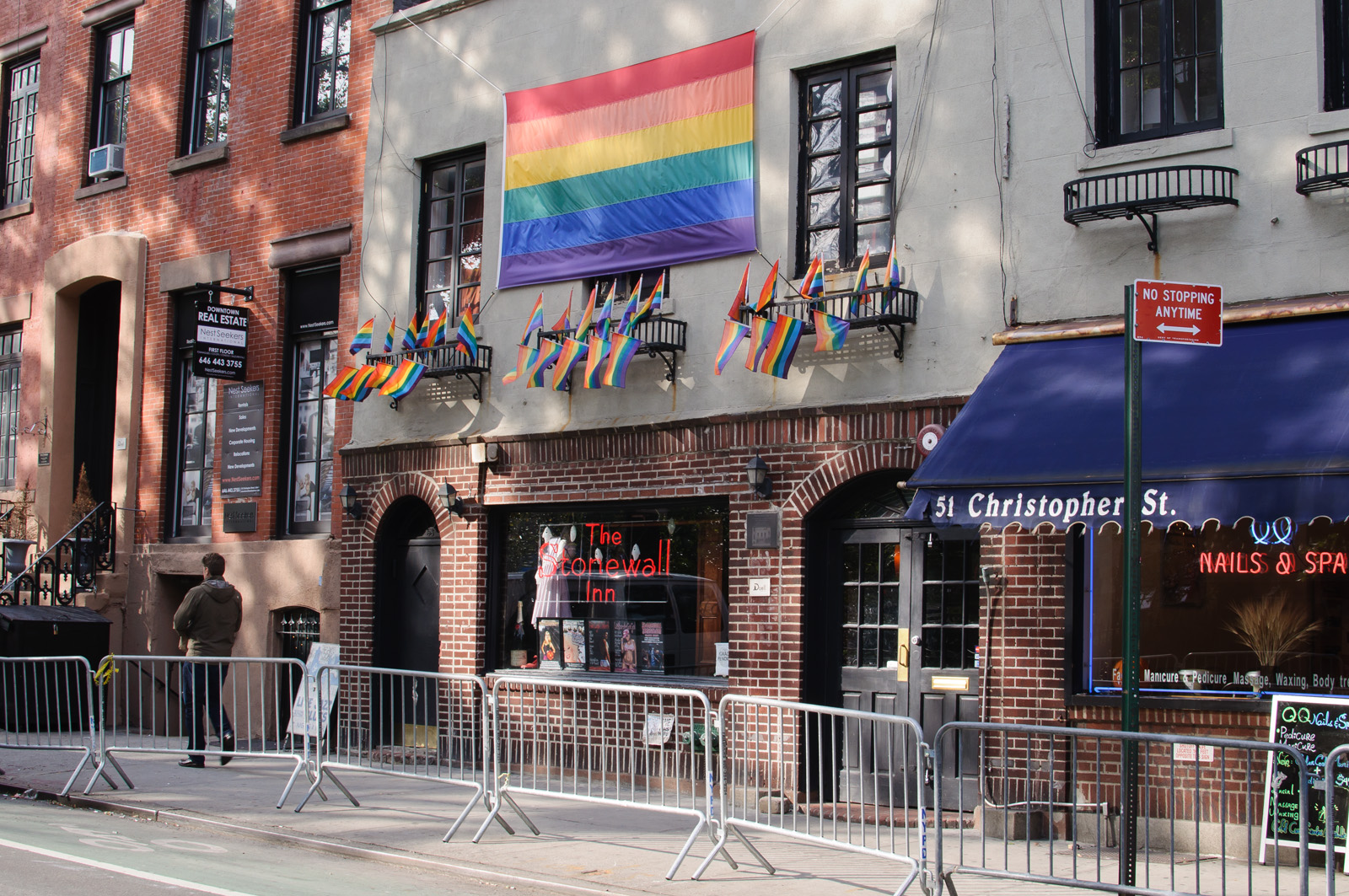
Stonewall Inn, West Village

A partir das manifestações e lutas por direitos civis da década de 1970, como a Revolta de Stonewall e a oposição à patologização da homossexualidade, os movimentos sociais LGBTQIAPN+ ganharam força nas décadas seguintes. Esse fortalecimento foi impulsionado pela epidemia de HIV/AIDS, que expôs de forma evidente a discriminação e a violência enfrentadas pela comunidade. Essas dinâmicas revelaram a necessidade urgente de políticas públicas inclusivas e eficazes no campo da saúde, e estimularam o desenvolvimento de uma nova abordagem criminológica. Influenciada por teorias feministas e queer. Essa abordagem passou a considerar as interseções entre gênero, sexualidade e poder.
Dessa forma, a criminologia queer não se restringe a adicionar novas categorias de análise, mas desafia normas estabelecidas, promovendo uma compreensão mais profunda dos efeitos da cis-heteronormatividade nas teorias e métodos criminológicos. Assim como o direito precisa expandir suas fronteiras para contemplar a fluidez das identidades, a criminologia queer contribui para uma transformação significativa no campo ao propor uma análise mais abrangente das injustiças sociais e das experiências vividas pela comunidade LGBTQIAPN+.

## Campos da Criminologia Queer
O campo da criminologia queer se desdobra em três áreas para entender as dinâmicas de opressão que afetam as vidas de pessoas LGBTQIAPN+: a violência institucional, a violência simbólica e a violência interpessoal. Esses campos de análise permitem examinar como o sistema de justiça criminal, as normas culturais e as interações sociais influenciam a marginalização e a criminalização de identidades não hegemônicas. Além disso, destacam abordagens que buscam resistir a essas dinâmicas e promover transformações sociais.
A violência institucional na criminologia queer investiga como as instituições estatais perpetuam a marginalização e o abuso de pessoas LGBTQIAPN+, reforçando normas cis-heteronormativas. Essa forma de violência se manifesta em diversas áreas, incluindo o sistema judiciário, prisional e de saúde , impactando de maneira negativa a vida da comunidade.
A violência simbólica, um conceito desenvolvido por Pierre Bourdieu e adaptado pela criminologia queer, refere-se à dominação e opressão que ocorrem por meio de normas culturais, simbólicas e discursivas. Essa forma de violência se evidencia em práticas que naturalizam ou invisibilizam as identidades LGBTQIAPN+, contribuindo para a manutenção de estigmas e preconceitos.
A violência interpessoal abrange a violência física, verbal, emocional e sexual infligida por indivíduos a outros. Na criminologia queer, essa forma de violência é analisada no contexto das agressões direcionadas a pessoas LGBTQIAPN+, que frequentemente enfrentam discriminação e hostilidade em suas interações sociais.

## Normativas e Direitos de Pessoas LGBTQIAPN+ em Prisões
O tratamento de pessoas LGBTQIAPN+ no sistema penal deve contar com o suporte de uma equipe multidisciplinar em todas as fases do processo judicial. Isso garante a compreensão das questões sociais e subjetivas que envolvem essa população, sem patologizar suas demandas. Profissionais de áreas como psicologia, serviço social e direito devem atuar para assegurar o acesso a direitos, programas e políticas públicas adequadas. O objetivo é promover dignidade, justiça e inclusão dentro do sistema penal. 

### Nome Social
A partir de 2014, a Resolução nº 4 do Conselho Nacional de Política Criminal e Penitenciária (CNPCP), vinculado ao Ministério da Justiça, assegura o direito de pessoas trans e travestis privadas de liberdade de serem tratadas pelo nome social. O Departamento Penitenciário Nacional (DEPEN) também reforça, por meio de suas diretrizes, o respeito à identidade de gênero e ao uso do nome social, garantindo que essas pessoas não sejam constrangidas ou discriminadas no ambiente prisional. Essa medida visa promover o respeito aos direitos humanos e combater a violência e discriminação contra a população LGBTI+ no sistema prisional.<ref>Departamento Penitenciário Nacional (DEPEN). Diretrizes para o tratamento de pessoas LGBTQIAPN+ no sistema prisional. Ministério da Justiça, 2023. 

### Definição do Local de Privação de Liberdade
A Corte Interamericana de Direitos Humanos (Corte IDH) determinou que a escolha do local de alojamento de uma pessoa LGBTI em instituições de privação de liberdade deve considerar sua identidade e expressão de gênero, levando em conta os riscos específicos. A pessoa deve participar do processo de escolha do local e estar protegida contra qualquer tipo de violência. Além disso, são proibidas ações que envolvam isolamento ou incomunicabilidade.<ref>Corte Interamericana de Direitos Humanos (Corte IDH). (2022). Parecer Consultivo OC-29/22: Tratamento de pessoas LGBTI em privação de liberdade. 